# México en los Juegos Parapanamericanos de 2019
México es uno de los países que participaron en los Juegos Parapanamericanos de 2019 en la ciudad de Lima, Perú. La delegación mexicana estuvo compuesta por 184 deportistas que compitieron en 13 deportes. 
La delegación mexicana finalizó en 3° puesto del medallero general.

## Medallistas
| Medalla           | Nombre                         | Deporte            | Evento                                            | Fecha                | Ref.   |
| ----------------- | ------------------------------ | ------------------ | ------------------------------------------------- | -------------------- | ------ |
| Medalla de oro    | Victor Reyes                   | Para tenis de mesa | Individual Masculino Clase 2                      | Sábado 24 de agosto  | [ 1 ]  |
| Medalla de oro    | Maria Sigala                   | Para tenis de mesa | Individual Femenino Clase 2-3                     | Sábado 24 de agosto  | [ 2 ]  |
| Medalla de oro    | Fernanda Lucia                 | Para atletismo     | 400 m Femenino T38                                | Sábado 24 de agosto  | [ 3 ]  |
| Medalla de oro    | Matilde Alcázar                | Para natación      | 100 m Dorso Femenino S11                          | Domingo 25 de agosto | [ 4 ]  |
| Medalla de oro    | Rosa María Guerrero            | Para atletismo     | Bala Femenino F53/54/55                           | Domingo 25 de agosto | [ 5 ]  |
| Medalla de oro    | Jorge González                 | Para atletismo     | 400 m Masculino T13                               | Domingo 25 de agosto | [ 6 ]  |
| Medalla de oro    | Floralia Estrada               | Para atletismo     | Disco Femenino F57                                | Domingo 25 de agosto | [ 7 ]  |
| Medalla de oro    | Mónica Rodríguez               | Para atletismo     | 1500 m Femenino T11                               | Domingo 25 de agosto | [ 8 ]  |
| Medalla de oro    | Daniela Velasco                | Para atletismo     | 1500 m Femenino T13                               | Domingo 25 de agosto | [ 8 ]  |
| Medalla de oro    | Vianney Trejo                  | Para natación      | 400 m Libre Femenino S6                           | Domingo 25 de agosto | [ 9 ]  |
| Medalla de oro    | Gustavo Sánchez                | Para natación      | 50 m Libre Masculino S4                           | Domingo 25 de agosto | [ 10 ] |
| Medalla de oro    | Fidel Aguilar                  | Para atletismo     | 800 m Masculino T53                               | Domingo 25 de agosto | [ 11 ] |
| Medalla de oro    | Diego López                    | Para natación      | 100 m Libre Masculino S3                          | Domingo 25 de agosto | [ 12 ] |
| Medalla de oro    | Diego López                    | Para natación      | 200 m Libre Masculino S3                          | Lunes 26 de agosto   | [ 13 ] |
| Medalla de oro    | Stefanny Crisinto              | Para natación      | 200 m Combinado Individual Femenino               | Lunes 26 de agosto   | [ 14 ] |
| Medalla de oro    | Matilde Alcázar Osiris Machado | Para natación      | 400 m Libre Femenino S11                          | Lunes 26 de agosto   | [ 15 ] |
| Medalla de oro    | Diego López                    | Para natación      | 150m Combinado individual masculino SM3 (SM1-SM2) | Lunes 26 de agosto   | [ 16 ] |
| Medalla de oro    | María De los Ángeles Ortíz     | Para atletismo     | Bala Femenino F57                                 | Lunes 26 de agosto   | [ 17 ] |
| Medalla de oro    | Lucia Muro                     | Para atletismo     | 100 m Femenino T38                                | Lunes 26 de agosto   | [ 18 ] |
| Medalla de oro    | Naomi Somellera                | Para natación      | 100 m Libre Femenino S7                           | Lunes 26 de agosto   | [ 19 ] |
| Medalla de oro    | Rebeca Valenzuela              | Para atletismo     | Jabalina Femenino F11/12/13                       | Lunes 26 de agosto   | [ 20 ] |
| Medalla de oro    | Naomi Somellera                | Para natación      | 100 m Pecho Femenino SB7                          | Lunes 26 de agosto   | [ 21 ] |
| Medalla de oro    | Juan Cervantes                 | Para atletismo     | 400 m Masculino T54                               | Lunes 26 de agosto   | [ 22 ] |
| Medalla de oro    | Nesbith Vázquez                | Para natación      | 100 m Pecho Femenino SB6                          | Martes 27 de agosto  | [ 23 ] |
| Medalla de oro    | Johnatan Salinas               | Para atletismo     | Bala Masculino F53/54                             | Martes 27 de agosto  | [ 24 ] |
| Medalla de oro    | Matilde Alcázar                | Para natación      | 100 m Libre Femenino S11                          | Martes 27 de agosto  | [ 25 ] |
| Medalla de oro    | Matilde Alcázar                | Para natación      | 100 m Libre Femenino S11                          | Martes 27 de agosto  | [ 25 ] |
| Medalla de oro    | Rosa Guerrero                  | Para atletismo     | Disco Femenino F55                                | Martes 27 de agosto  | [ 26 ] |
| Medalla de oro    | Gustavo Sánchez                | Para natación      | 100 m Libre Masculino S4                          | Martes 27 de agosto  | [ 27 ] |
| Medalla de oro    | Juan Cervantes                 | Para atletismo     | 100 m Masculino T54                               | Martes 27 de agosto  | [ 28 ] |
| Medalla de plata  | Leticia Ochoa                  | Para atletismo     | Disco Femenino F53                                | Sábado 24 de agosto  | [ 29 ] |
| Medalla de plata  | Karla Cárdenas                 | Para atletismo     | 400 m Femenino T38                                | Sábado 24 de agosto  | [ 3 ]  |
| Medalla de plata  | Alan Zavala                    | Para atletismo     | 400 m Masculino T36                               | Domingo 25 de agosto | [ 30 ] |
| Medalla de plata  | Catalina Rosales               | Para atletismo     | Disco Femenino F57                                | Domingo 25 de agosto | [ 7 ]  |
| Medalla de plata  | Oscar Castro                   | Para natación      | 50 m Espalda Masculino S5                         | Domingo 25 de agosto | [ 31 ] |
| Medalla de plata  | Karina Hernández               | Para natación      | 50 m Dorso Femenino S5 (S4)                       | Domingo 25 de agosto | [ 32 ] |
| Medalla de plata  | Jesús Hernández                | Para natación      | 50 m Libre Masculino S4                           | Domingo 25 de agosto | [ 10 ] |
| Medalla de plata  | Edgar Fuentes                  | Para atletismo     | Jabalina Masculino F54                            | Domingo 25 de agosto | [ 33 ] |
| Medalla de plata  | Paola Ruvalcaba                | Para natación      | 100 m Dorso Femenino S8                           | Domingo 25 de agosto | [ 34 ] |
| Medalla de plata  | Pedro Gandarilla               | Para atletismo     | 800 m Masculino T54                               | Domingo 25 de agosto | [ 35 ] |
| Medalla de plata  | Stefanny Cristino              | Para natación      | 100 m Libre Femenino S10                          | Domingo 25 de agosto | [ 36 ] |
| Medalla de plata  | Marcos Zarate                  | Para natación      | 100 m Libre Masculino S3                          | Domingo 25 de agosto | [ 12 ] |
| Medalla de plata  | Marcos Zarate                  | Para natación      | 200 m Libre Masculino S3                          | Lunes 26 de agosto   | [ 13 ] |
| Medalla de plata  | José Castorena                 | Para natación      | 150m Combinado individual masculino SM3 (SM1-SM2) | Lunes 26 de agosto   | [ 16 ] |
| Medalla de plata  | José Castorena                 | Para atletismo     | Disco Masculino F56                               | Lunes 26 de agosto   | [ 37 ] |
| Medalla de plata  | Karla Cárdenas                 | Para atletismo     | 100 m Femenino T38                                | Lunes 26 de agosto   | [ 18 ] |
| Medalla de plata  | Jesús Martínez                 | Para atletismo     | 400 m Masculino T12                               | Lunes 26 de agosto   | [ 38 ] |
| Medalla de plata  | Raúl Martínez                  | Para natación      | 50 m Mariposa Masculino S6                        | Lunes 26 de agosto   | [ 39 ] |
| Medalla de plata  | Nancy Lomeli                   | Para natación      | 50 m Mariposa Femenino S6                         | Lunes 26 de agosto   | [ 40 ] |
| Medalla de plata  | Jesús Bojorquez                | Para atletismo     | Longitud Masculino T36                            | Lunes 26 de agosto   | [ 41 ] |
| Medalla de plata  | Luis Andrade                   | Para natación      | 100 m Pecho Masculino SB8                         | Lunes 26 de agosto   | [ 42 ] |
| Medalla de plata  | Jesús Morales                  | Para atletismo     | Jabalina Masculino F41                            | Lunes 26 de agosto   | [ 43 ] |
| Medalla de plata  | Maria Sigala Martha Verdín     | Para tenis de mesa | Equipos Femenino Clase 2-5                        | Martes 27 de agosto  | [ 44 ] |
| Medalla de plata  | Cristopher Tronco              | Para natación      | 50 m Espalda Masculino S2 (S1)                    | Martes 27 de agosto  | [ 45 ] |
| Medalla de plata  | Edgar Barajas                  | Para atletismo     | Jabalina Masculino F57                            | Martes 27 de agosto  | [ 46 ] |
| Medalla de plata  | Bryan Enríquez                 | Para atletismo     | Jabalina Masculino F37/38                         | Martes 27 de agosto  | [ 47 ] |
| Medalla de plata  | Paola Ruvalcaba                | Para natación      | Jabalina Masculino F37/38                         | Martes 27 de agosto  | [ 48 ] |
| Medalla de plata  | Jesús Hernández                | Para natación      | 100 m Libre Masculino S4                          | Martes 27 de agosto  | [ 27 ] |
| Medalla de plata  | Alexis Gayosso                 | Para atletismo     | 100 m Masculino T53                               | Martes 27 de agosto  | [ 49 ] |
| Medalla de plata  | Pedro Rangel                   | Para natación      | 100 m Pecho Masculino SB5                         | Martes 27 de agosto  | [ 50 ] |
| Medalla de plata  | Eiliezer Gabriel               | Para atletismo     | Jabalina Masculino F46                            | Martes 27 de agosto  | [ 51 ] |
| Medalla de bronce | Jacob De la Torre              | Para atletismo     | Disco Masculino F37                               | Sábado 24 de agosto  | [ 52 ] |
| Medalla de bronce | José Miguel Pulido             | Para atletismo     | 5000 m Masculino T54                              | Sábado 24 de agosto  | [ 53 ] |
| Medalla de bronce | Itzel Romero                   | Para atletismo     | Bala Femenino F20                                 | Sábado 24 de agosto  | [ 54 ] |
| Medalla de bronce | Luis Andrade                   | Para natación      | 100 m Espalda Masculino S8                        | Sábado 24 de agosto  | [ 55 ] |
| Medalla de bronce | Yonathan Martínez              | Para atletismo     | 400 m Masculino T36                               | Domingo 25 de agosto | [ 56 ] |
| Medalla de bronce | Raul Gutiérrez                 | Para natación      | 400 m Masculino T36                               | Domingo 25 de agosto | [ 57 ] |
| Medalla de bronce | Fernando De la Calleja         | Para atletismo     | Jabalina Masculino F54                            | Domingo 25 de agosto | [ 33 ] |
| Medalla de bronce | José Miguel Pulido             | Para atletismo     | 800 m Masculino T53                               | Domingo 25 de agosto | [ 11 ] |
| Medalla de bronce | Luis Burgos                    | Para natación      | 100 m Libre Masculino S3                          | Domingo 25 de agosto | [ 12 ] |
| Medalla de bronce | José Chessani                  | Para atletismo     | 100 m Masculino T38                               | Domingo 25 de agosto | [ 58 ] |
| Medalla de bronce | Luis Burgos                    | Para natación      | 200 m Libre Masculino S3                          | Lunes 26 de agosto   | [ 13 ] |
| Medalla de bronce | Yahir Pérez                    | Para natación      | 200 m Combinado Individual Masculino SM10         | Lunes 26 de agosto   | [ 59 ] |
| Medalla de bronce | Marcos Zarate                  | Para natación      | 150m Combinado individual masculino SM3 (SM1-SM2) | Lunes 26 de agosto   | [ 16 ] |
| Medalla de bronce | José Archer                    | Para atletismo     | Disco Masculino F56                               | Lunes 26 de agosto   | [ 37 ] |
| Medalla de bronce | José Ruiz                      | Para atletismo     | Bala Masculino F35/36/37                          | Lunes 26 de agosto   | [ 60 ] |
| Medalla de bronce | Cinthya De Anda                | Para atletismo     | 400 m Femenino T20                                | Lunes 26 de agosto   | [ 61 ] |
| Medalla de bronce | Nesbith Vazquez                | Para natación      | 100 m Libre Femenino S7                           | Lunes 26 de agosto   | [ 19 ] |
| Medalla de bronce | Karla Bravo                    | Para natación      | 50 m Mariposa Femenino S6                         | Lunes 26 de agosto   | [ 40 ] |
| Medalla de bronce | Gabriel Niño                   | Para atletismo     | Longitud Masculino T36                            | Lunes 26 de agosto   | [ 41 ] |
| Medalla de bronce | Natalia González               | Para natación      | 100 m Pecho Femenino SB7                          | Lunes 26 de agosto   | [ 21 ] |
| Medalla de bronce | José Miguel Pulido             | Para atletismo     | 400 m Masculino T53                               | Lunes 26 de agosto   | [ 62 ] |
| Medalla de bronce | Nesbith Vázquez                | Para natación      | 100 m Dorso Femenino S7                           | Martes 27 de agosto  | [ 63 ] |
| Medalla de bronce | Zaith Flores                   | Para atletismo     | Jabalina Masculino F57                            | Martes 27 de agosto  | [ 46 ] |
| Medalla de bronce | Belen Sánchez                  | Para atletismo     | Disco Femenino F55                                | Martes 27 de agosto  | [ 26 ] |
| Medalla de bronce | Gustavo Sánchez                | Para natación      | 100 m Libre Masculino S4                          | Martes 27 de agosto  | [ 27 ] |
| Medalla de bronce | Natalia González               | Para natación      | Jabalina Masculino F37/38                         | Martes 27 de agosto  | [ 48 ] |
| Medalla de bronce | Fidel Aguilar                  | Para atletismo     | 100 m Masculino T53                               | Martes 27 de agosto  | [ 49 ] |